# Paganello (frisbee)

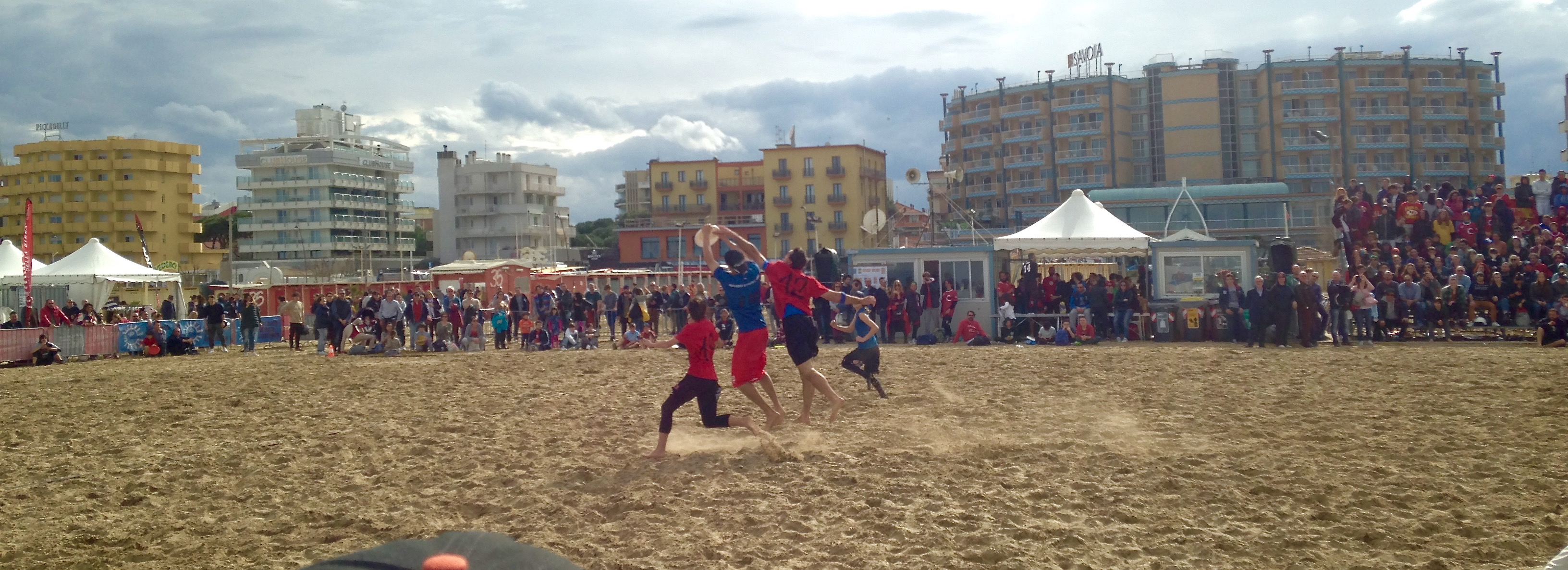
Una partita di Beach Ultimate durante il Paganello 2016

Il Paganello è un torneo internazionale di frisbee che si svolge sulla spiaggia di Rimini, precisamente in corrispondenza dello stabilimento balneare numero 34 (tra Piazza Marvelli e Piazzale Kennedy), tutti i fine settimana di Pasqua. In occasione dell'evento sportivo, sono presenti concerti live, feste ed eventi gastronomici.

## Caratteristiche
Il torneo si divide in due discipline:
- Beach Ultimate – versione a squadre di 5 componenti, che hanno lo scopo di ricevere il frisbee nella zona di meta
- Freestyle – versione individuale per i virtuosi del frisbee

## Storia
Organizzato per la prima volta nel 1990, è considerato il primo torneo internazionale di beach ultimate. Con il tempo è diventato un appuntamento fisso ed importantissimo per gli appassionati di questo sport, attirando migliaia di visitatori da tutto il globo: Stati Uniti, Russia, Canada, Svezia e Inghilterra.